# トリメチルアルミニウム
トリメチルアルミニウム（英: trimethylaluminium）とは有機アルミニウム化合物の一種である。通常分子式(CH3)3Alで表されるが、実際には図のようにメチル基を介した橋かけ構造をとっているものと考えられている。水や空気に対して不安定であり、自然界には存在しない。このため不活性気体雰囲気下で保存・取り扱いしなければならない。

## 有機合成分野での使用
アルミニウムがルイス酸性を持つため、反応の触媒として用いられる。またテッベ試薬の原料ともなる。
トリメチルアルミニウムを注意深く水と反応させて得られるメチルアルミノキサンは、オレフィン重合の助触媒として用いられる。